# Дорис Дей
Дорис Дей (на английски: Doris Day, родена Дорис Мери Ан Капелхоф на английски: Doris Mary Ann Kappelhoff) е американска актриса, певица и защитник на животните. 

## Биография

### Кариера
След като започва кариерата си като певица в биг бенд през 1939 г., нейната популярност нараства с първия ѝ хит „Сантиментално пътешествие“ (1945 г.). След като напуска групата, започва солова кариера, като записва повече от 650 песни в периода 1947 – 1967 г. Това я прави една от най-популярните и признати певици на XX век.
Филмовата си кариера Дей започва през 1948 г. с филма „Романс в открито море“. Неговият успех ѝ осигурява двадесет години кариера като киноактриса. Снима се в поредица от успешни филми, включително мюзикъли, комедии и драми. Тя играе главната роля в „Бедствие Джейн“ (1953 г.) и участва във филма на Хичкок „Човекът, който знаеше твърде много“ (1956 г.) с Джеймс Стюарт. Най-успешните ѝ филми са комедии с участието на Рок Хъдсън и Джеймс Гарнър, като „Интимен разговор“ (1959 г.) и „Премести се, скъпа“ (1963 г.). Тя партнира във филмите на водещи актьори като Кларк Гейбъл, Кари Грант, Дейвид Нивън и Род Тейлър. След последния си филм през 1968 г. тя участва в успешния CBS сериал „Шоуто на Дорис Дей“ (1968 – 1973 г.).
Дорис Дей е една от десетте най-добри певици от 1951 г. до 1966 г. Като актриса Дорис Дей е най-голямата филмова звезда в началото на 1960-те години. Сред нейните награди са Грами за цялостен принос и награда от Дружеството на певците. През 1960 г. е номинирана за Оскар за най-добра актриса, и през 1989 г. – за награда Сесил Демил за цялостен принос в игралните филми. През 2004 г. е удостоена с Президентския медал на свободата от президента Джордж У. Буш, последван през 2011 г. от наградата на Асоциацията на филмовите критици в Лос Анджелис.

## Избрана филмография
| Година | Филм                               | Оригинално заглавие       | Роля                         | Режисьор      |
| ------ | ---------------------------------- | ------------------------- | ---------------------------- | ------------- |
| 1956   | Човекът, който знаеше твърде много | The Man Who Knew Too Much | Жозефин „Джо“ Конуей Маккена | Алфред Хичкок |
| 1959   | Интимен разговор                   | Pillow Talk               | Джейн Мороу                  | Майкъл Гордън |